# El Encanto
El Encanto és un municipi i corregiment departamental colombià que pertany al departament d'Amazones. Té una població de 10.724 habitants. Es troba a 158 msnm. Va ser erigida com corregimiento el 4 de desembre de 1951, i fou confirmat el 1953. El 1991 per l'article 21 de la presidència passà a denominar-se corregiment departamental el 4 d'octubre de 1991.
Està situat a la boca del Riu Caraparaná, tributari del Riu Putumayo. A El Encanto s'hi pot accedir per aire o pel riu. Al municipi hi ha un aeròdrom militar establert durant l'Incident de Letícia (Guerra Colòmbia-Perú). Les ciutats més propers, per la fia fluvial són Puerto Arturo (Perú), riu avall i Puerto Legízamo (al Departament de Putumayo, Colòmbia), riu amunt.
La majoria dels seus habitants són indígenes Huitotos (que parlen una llengua pertanyent a la família de les llengües bora-witoto).

## Història
La primera data històrica relacionada amb la zona de El Encanto és el 1835, quan hi ha uns comerciants de Pasto, Cauca i Tolima que van navegar a través dels rius Putumayo i Amazones fins a Manaus per tal de comprar clofolla de quina i posteriorment goma de cautxú i passen pel territori de l'actual El Encanto. El 1897 el cautxer Julio Cesar Arana d'Iquitos comença a produir al nord del Putumayo i el 1901 la Casa Arana pren el control de les cautxeries del colombià Jesús Cabrera a Nova Granada, empresa que ampliarà quan es fa amb les d'Hipólito Pérez a Argelia i les de Gregorio Calderón, a El Encanto.
En aquesta localitat, el 1913 hi ha les oficines centrals de la Casa Arana al Caraparaná gerenciada per Miguel Loaiza.
El 22 de gener de 1933, hi ha al territori de El Encuentro el Combat de Caraparaná, durant la guerra contra el Perú.

## Economia
La població de El Encuentro treballa en la producció agrària per a l'autoconsum sobretot: caça, pesca, plàtan i iuca.

## Turisme
Els principals atractius turístics de El Encanto són:
- Chorro de Judima
- Quebrada Aradores
- Llac Basikue
- Riu Caraparanà
- Pista El Encanto-Chorrera (130 km)